# Eunidia submarmorata
Eunidia submarmorata är en skalbaggsart som beskrevs av Stefan von Breuning 1968. Eunidia submarmorata ingår i släktet Eunidia och familjen långhorningar. Inga underarter finns listade i Catalogue of Life.